# Proañejo
Proañejo es un despoblado español del municipio de Hermandad de Campoo de Suso, perteneciente a la comunidad autónoma de Cantabria.

## Geografía
El lugar se encuentra entre las localidades de Ormas y Proaño.

## Historia
Hacia mediados del siglo XIX, el lugar ya estaba despoblado, aunque había en su término algunas casas en buen estado. Aparece descrito en el decimotercer volumen del Diccionario geográfico-estadístico-histórico de España y sus posesiones de Ultramar de Pascual Madoz con las siguientes palabras:

PROAÑEJO: barrio desp. en la prov. de Santander, part. jud. de Reinosa. sit. entre los pueblos de Ormas y Pruaño. Formaba conc. con el último y sus hab. tenian derecho de apacentar sus ganados en el térm. de ambos pueblos. Tiene algunas casas en buen estado y una ermita dedicada á Santo Toribio.
(Madoz, 1849, p. 224)

## Patrimonio
Había en el lugar una ermita de Santo Toribio.